# Konjugovaná vakcína

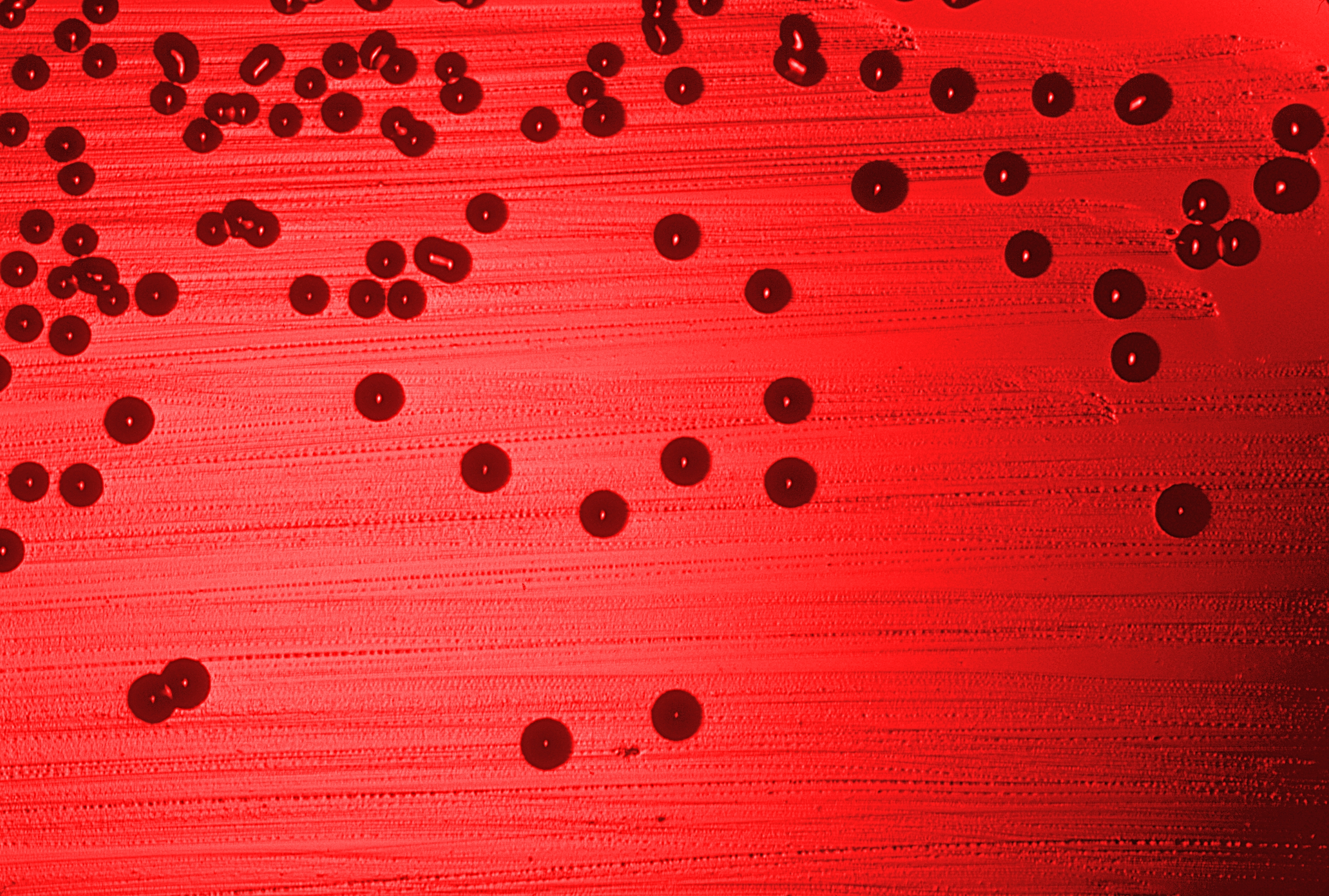
U bakterií s polysacharidovým povlakem, jako je Haemophilus influenzae typu b, jsou konjugované vakcíny nejlepším způsobem prevence

Konjugovaná vakcína je typ podjednotkové vakcíny, která kombinuje slabý antigen se silným antigenem jako nosičem. Silný antigen podněcuje imunitní systém k ráznější odpovědi na slabý antigen.
Vakcíny potlačují infekci tak, že vyvolávají imunitní reakci na antigen, tj. část bakterie nebo viru, který imunitní systém rozpozná. K tomu obvykle slouží oslabená nebo mrtvá verze patogenní bakterie nebo viru ve vakcíně, takže imunitní systém může rozpoznat daný antigen i s odstupem času.
Většina vakcín obsahuje jeden antigen, který tělo rozpozná. Antigen některých patogenů však nevyvolává silnou imunitní odpověď, takže očkování proti tomuto slabému antigenu by neposkytlo člověku dostatečnou ochranu. V tomto případě se používá konjugovaná vakcína, které se daří vyvolat silnou imunitní odpověď proti slabému antigenu. V konjugované vakcíně je slabý antigen kovalentně připojen k silnému, což zprostředkuje silnější imunitní odpověď vůči slabému antigenu. Nejčastěji je slabým antigenem polysacharid, který se váže k silnému proteinovému antigenu. Byly však také vyvinuty konjugáty peptid/protein a protein/protein.

## Historie
Myšlenka konjugované vakcíny poprvé vzešla z experimentů na králících v roce 1927, kdy se podařilo zvýšit imunitní odpověď na polysacharidový antigen Streptococcus pneumoniae 3. typu kombinací s proteinovým nosičem. První konjugovaná vakcína použitá u lidí byla dostupná v roce 1987. Jednalo se o konjugát Haemophilus influenzae typu b (Hib), který chrání před meningitidou. Vakcína byla brzy začleněna do očkovacího plánu dětí ve Spojených státech amerických. Konjugovaná vakcína Hib využívá kombinace s jedním z několika různých nosných proteinů, jako je difterický toxoid nebo tetanový toxoid. Brzy poté, co byla vakcína zpřístupněna, míra infekce Hib klesla, a to o 90,7 % mezi lety 1987 a 1991. Po zpřístupnění vakcíny pro kojence se míra infekce ještě snížila.

## Technika
Vakcíny vyvolávají imunitní odpověď na antigen a imunitní systém reaguje tvorbou T-lymfocytů a protilátek. Paměťové B lymfocyty si antigen pamatují, takže pokud se s ním tělo setká později, mohou B lymfocyty reagovat tvorbou protilátek, které antigen rozloží. V případě bakterií s polysacharidovým obalem dochází v důsledku imunitní reakce k tvorbě B-lymfocytů nezávislých na stimulaci T-lymfocytů. Konjugací polysacharidu s proteinovým nosičem lze vyvolat odpověď T-lymfocytů. Normálně nemohou být polysacharidy samy o sobě navázány na hlavní histokompatibilní komplex (MHC) buněk prezentujících antigen (APC), protože MHC může vázat pouze peptidy. V případě konjugované vakcíny se nosičový peptid s navázaným polysacharidovým cílovým antigenen může projevit na molekule MHC a vyvolá tím aktivaci T-lymfocytů. To znásobuje ochrannou funkci vakcíny, protože T-lyfocyty stimulují ráznější imunitní odpověď a také podporují rychlejší a dlouhotrvají paměť. Konjugace polysacharidového cílového antigenu na nosný protein zvyšuje účinnost vakcíny, o čemž svědčí to, že nekonjugovaná vakcína proti polysacharidovému antigenu u malých dětí neposkytuje ochranu. Imunitní systém malých dětí není schopen rozpoznat antigen, protože ten je maskován polysacharidovým obalem. Navázáním bakteriálního polysacharidu na jiný antigen je možné podnítit imunitní reakci.

## Schválené konjugované vakcíny

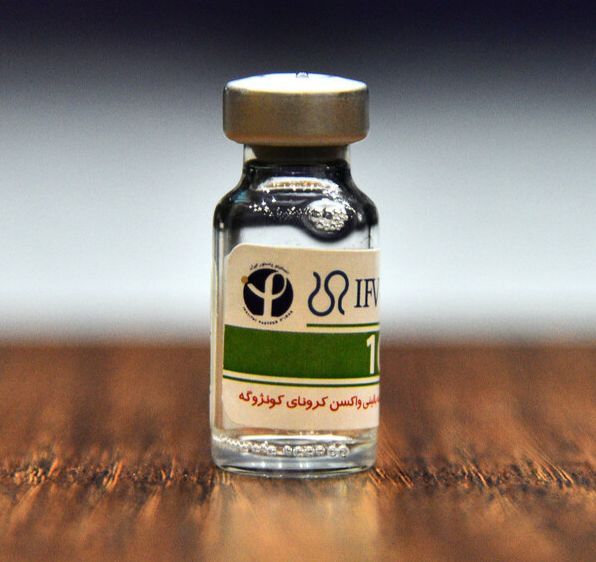
Lahvička vakcíny Soberana 02 pro použití v klinických studií fáze III v Íránu

Nejčastěji používanou konjugovanou vakcínou je vakcína Hib. Ke zvýšení imunitní odpovědi se využívají i další patogeny jako Streptococcus pneumoniae a Neisseria meningitidis, navázané na stejné proteinové nosiče jako u konjugované vakcíny Hib. Streptococcus pneumoniae i Neisseria meningitidis jsou podobné Hib v tom, že infekce může vést k meningitidě. V roce 2018 doporučila Světová zdravotnická organizace použít konjugované vakcíny proti tyfu[nepřesný odkaz], což by poskytlo účinnější ochranu před břišním tyfem u dětí mladších pěti let. V roce 2021 získala Soberana 02, konjugovaná vakcína proti covidu-19 vyvinutá na Kubě, povolení k nouzovému použití na Kubě a v Íránu.